# Wolfgang Herrndorf

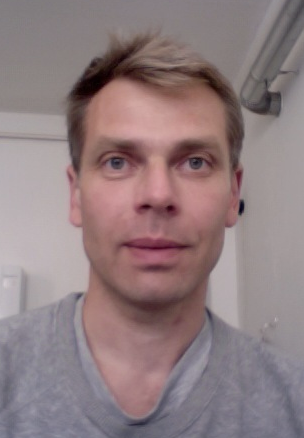
Wolfgang Herrndorf (2011)

Wolfgang Otto Georg Herrndorf (* 12. Juni 1965 in Hamburg; † 26. August 2013 in Berlin) war ein deutscher Schriftsteller, Maler, Illustrator und Karikaturist.

## Leben

### Jugend und Studium
Wolfgang Herrndorf wurde als Sohn des Sport- und Geschichtslehrers Christian Herrndorf und dessen Frau Karin (genannt Katrin), geb. Franz, einer Tanzlehrerin, in Hamburg geboren. Bei seiner Geburt gab es Komplikationen, so dass er als Baby einen kompletten Blutaustausch erhielt. Herrndorf wuchs in den Norderstedter Stadtteilen Garstedt und Glashütte auf. Schon früh interessierte er sich für die Malerei und zeichnete. Er gab als Grundschüler eine Zeitung heraus, die ZfS (Zeitung für Schwachsinnige). Ab 1975 besuchte Herrndorf das Coppernicus-Gymnasium in Norderstedt. Er war ein guter Schüler, besonders in den Naturwissenschaften. 1984 absolvierte er das Abitur als Jahrgangsbester mit dem Notendurchschnitt 1,5. Nach seinem Abitur leistete Herrndorf Zivildienst in einer evangelischen Gemeinde und absolvierte ein Pflichtpraktikum in einer Druckerei.
Von 1986 bis 1992 studierte Herrndorf Malerei an der Akademie der Bildenden Künste Nürnberg. Er malte in dieser Zeit stark inspiriert von der Renaissance und dem Barock. Zu seinen Vorbildern gehörten Dürer und Vermeer. Außerdem benutzte er alte Techniken wie etwa die Lasurmalerei. All dies war in der Nürnberger Akademie nicht in Mode, was zu Konflikten führte mit anderen Studierenden und besonders mit seiner Kunstprofessorin. Noch viele Jahre später schrieb Herrndorf in Arbeit und Struktur, sie sei „die schlimmste, menschlich unangenehmste Person“, die ihm in seinem Leben begegnet sei.

### Nach dem Studium in Nürnberg
Nach seinem Studium, das Herrndorf als Meisterschüler beendete, arbeitete er für mehrere Jahre bei der Deutschen Post. Er lebte in prekären Verhältnissen, gab für Kleidung wenig Geld aus und arbeitete viel zu Hause: ein Lebensstil, den er zeit seines Lebens beibehielt. 1994 schickte er eine Mappe mit Comics, Cartoons und Illustrationen an das Magazin Titanic, das er seit dem 16. Lebensjahr gelesen hatte. Im Oktober 1994 publizierte Titanic einen Cartoon als Illustration zur Rubrik „Humorkritik“, dem weitere Beiträge in den Jahren 1995 und 1996 folgten. Herrndorf war ein Multitalent und entwickelte sich schnell zur „Geheim- und Allzweckwaffe für die Redaktion“. Oliver Maria Schmitt, damaliger Chefredakteur der Titanic:

„[…] er konnte schlechterdings alles: Kolumnen illustrieren, Witze machen, erratische doppelseitige Gemälde hinzaubern, so dass man sich in Frankfurt darum stritt, wer als Erster die neue Herrndorf-Lieferung begutachten durfte.“

Neben der Titanic steuerte Herrndorf auch einige Zeichnungen zum Eulenspiegel bei.

### Jahre in Berlin

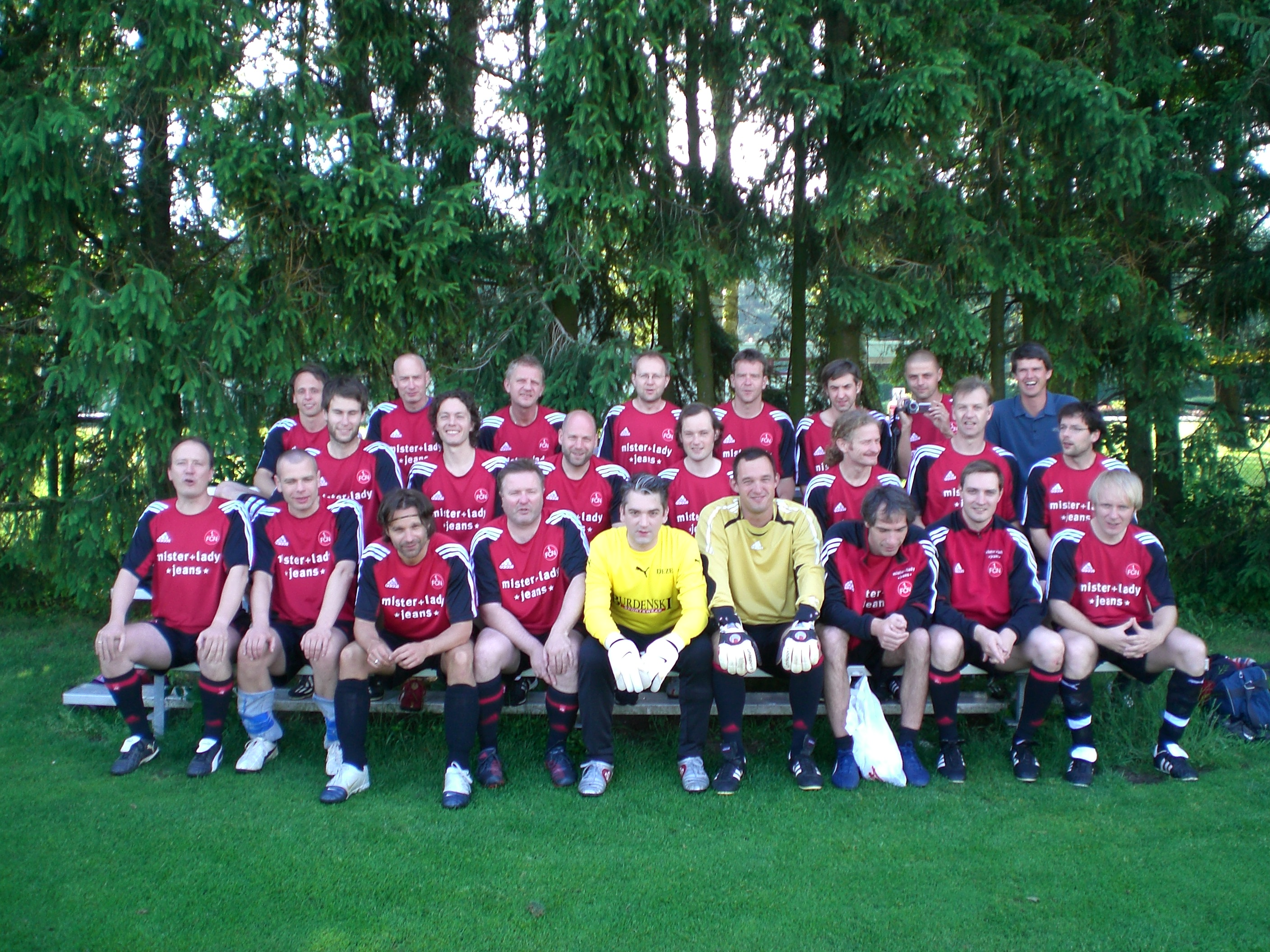
Wolfgang Herrndorf (erste Reihe, zweiter von links) beim Training der Autoren-Fußballnationalmannschaft (2007)

Im August 1996 zog Herrndorf erst nach Berlin-Neukölln, ein Jahr später an die Novalisstraße. Er illustrierte Bücher für den Haffmans Verlag und arbeitete für verschiedene Projekte mit Jürgen Roth und Gerhard Henschel. Außerdem zeichnete er für Zeitungen wie den Tagesspiegel und die taz. In Berlin knüpfte er wichtige Lebens- und Arbeitsbeziehungen, etwa zu Kathrin Passig, Per Leo oder Holm Friebe. Für Friebes Fanzine Luke & Trooke steuerte er einige Cartoons bei. 1999 erschien Herrndorfs erster Text in der taz; insgesamt hat er drei taz-Texte verfasst. Auf Anregung seiner Lektorin arbeitete Herrndorf auch an literarischen Texten. Sein erster erschien unter dem Titel Scham & Ekel GmbH 2001 im Raben, einer Literaturzeitschrift des Haffmans Verlags. Der Wechsel vom Maler zum Autor erfolgte um 2002.

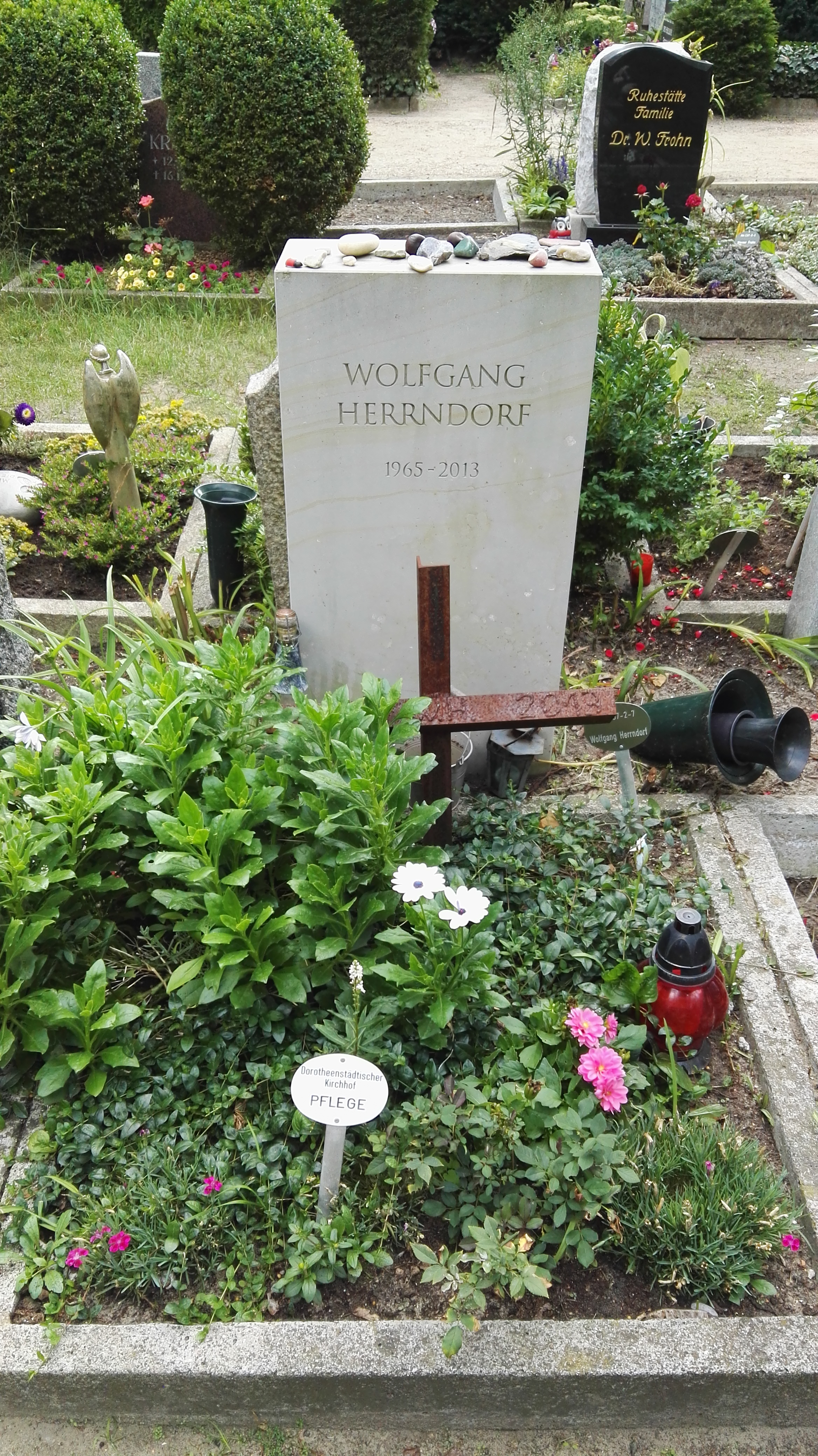
Grabstätte mit Grabstein und Metallkreuz (2016)

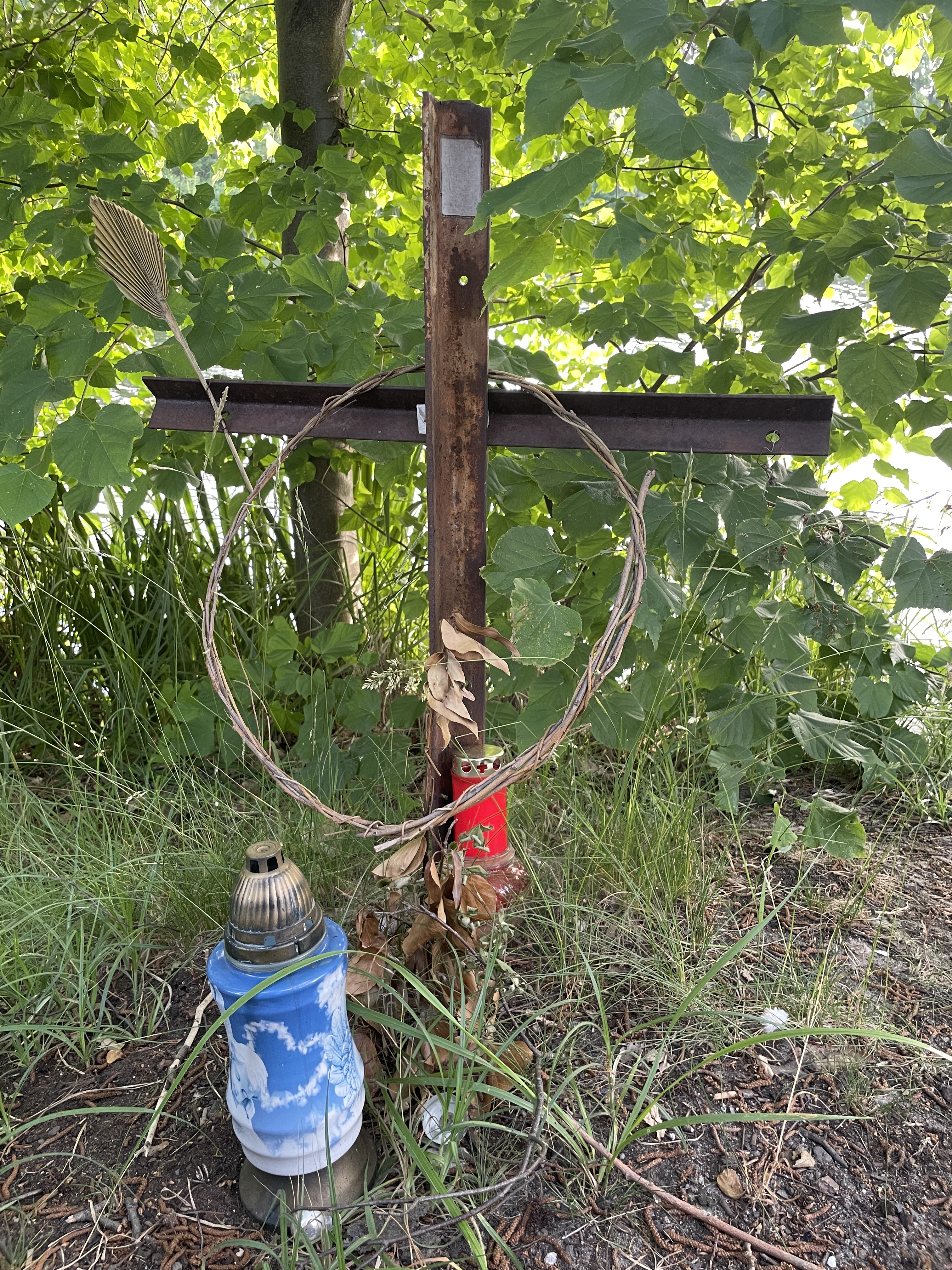
Metallkreuz am Berliner Nordufer an der mutmaßlichen Stelle von Herrndorfs Suizid (2022)

Ab 2001 schrieb Herrndorf regelmäßig im Internetforum Wir höflichen Paparazzi, dem als „Hinterland und Resonanzraum für sein Schreiben“ großer Einfluss auf ihn zugeschrieben wird. Herrndorf, der hauptsächlich unter dem Pseudonym Stimmen schrieb, gehörte einer Gruppe im Forum an, die sich „die Pappen“ nannten und sich schnell vom eigentlichen Thema des Forums emanzipierten. Außerdem beteiligte er sich mit Beiträgen am Weblog Riesenmaschine und war Mitglied der Zentrale Intelligenz Agentur sowie mehrfacher Gast der sog. Bunny-Lectures, ironische Informationsabende, an deren Konzeption er ebenfalls beteiligt war.
Herrndorf war Mitglied der Autoren-Fußballnationalmannschaft Autonama.
Nachdem bei ihm im Februar 2010 ein bösartiger Hirntumor (Glioblastom) festgestellt worden war, begann Herrndorf ein digitales Tagebuch, den Blog Arbeit und Struktur, in dem er über sein Leben mit der tödlichen Krankheit berichtete. Es erschien posthum im Dezember 2013 bei Rowohlt in Buchform, wie es sich der Autor gewünscht hatte. Herrndorf arbeitete nach der Diagnose intensiv an neuen Buchprojekten, die er unbedingt noch fertigstellen wollte. In seinen letzten drei Lebensjahren litt er unter epileptischen Anfällen.
Herrndorf beging am 26. August 2013 in Berlin Suizid. An der mutmaßlichen Stelle seines Todes am Berlin-Spandauer Schifffahrtskanal wurde ein Metallkreuz aufgestellt (nördliche Uferpromenade 52° 32′ 52,5″ N, 13° 19′ 5,3″ O), wie Herrndorf es in Arbeit und Struktur beschrieb. Herrndorf wurde auf dem Dorotheenstädtischen Friedhof in Berlin beigesetzt (Abt. 7-2-7). Auf seiner Grabstätte stand zunächst ein weiteres Metallkreuz. Nach Fertigstellung des Grabsteins wurde es entfernt. Der Revolver, mit dem sich Herrndorf das Leben nahm, liegt seit 2016 im Deutschen Literaturarchiv Marbach.

### Privates
Im Mai 2013 heiratete Herrndorf die Kinderbuchautorin Carola Wimmer, mit der er zuvor mehrere Jahre liiert gewesen war.

## Literarisches Werk

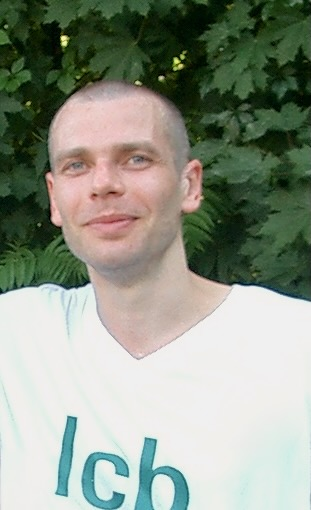
Wolfgang Herrndorf (2004)

2002 erschien Herrndorfs Debütroman In Plüschgewittern im Zweitausendeins-Verlag, bei dem es sich – obwohl der Protagonist knapp 30-jährig ist – laut Autor um einen „Adoleszenzroman“ handelt. Herrndorfs Biograph Tobias Rüther sieht Herrndorfs Erstlingswerk geprägt durch Krachts Faserland, die Popliteratur, aber auch die Romantik. Auffällig seien auch explizit autobiographische Anteile: Herrndorf verewige nicht nur eine Menge seiner Freunde in Figuren, sondern baue auch explizit persönliche Erfahrungen in die Handlung mit ein. Die Kritik reagierte auf den Roman überwiegend positiv, er wurde allerdings kein Verkaufserfolg. Später wurde er der Popliteratur zugeordnet. Eine überarbeitete Fassung von In Plüschgewittern erschien 2008 als Taschenbuch im Rowohlt Verlag.
2004 las Herrndorf auf Einladung des Jurors Klaus Nüchtern bei der Verleihung des Ingeborg-Bachmann-Preises, wo er den Kelag-Publikumspreis erhielt.  2007 brachte der Eichborn Verlag unter dem Titel Diesseits des Van-Allen-Gürtels eine Reihe zusammengehöriger Kurzgeschichten Herrndorfs heraus, darunter auch die Geschichte, die Herrndorf beim Bachmann-Preis gelesen hatte. Im selben Jahr erschien im SuKuLTuR-Verlag ein von Herrndorf erfundenes Interview mit einem (nicht vollkommen vertrauenswürdigen) Kosmonauten, das Science-Fiction-Elemente enthält. Der unzuverlässige Erzähler ist ein wiederkehrendes Element seiner Prosa, das auf den Einfluss Vladimir Nabokovs zurückgeht.
Sein Erfolg als Schriftsteller begann 2010 mit der Veröffentlichung von Tschick im Rowohlt Berlin Verlag, einem Bildungsroman, dessen Protagonisten etwa 14 Jahre alt sind. Das Buch stand über ein Jahr lang auf der deutschen Bestsellerliste. Im November 2011 erschien der Roman Sand, der Merkmale des Kriminalromans, des Gesellschaftsromans und des historischen Romans vereinigt. Laut Herrndorf wäre es auch möglich, Sand dem „Genre des Trottelromans“ zuzuordnen. Nachdem 2011 bereits Tschick für den Preis der Leipziger Buchmesse nominiert gewesen war, wurde Herrndorf dieser Preis 2012 für Sand zugesprochen. Den Preis nahm in Vertretung sein Freund Robert Koall entgegen. Im selben Jahr gelangte Sand auf die Shortlist des Deutschen Buchpreises.

## Werk als Maler und Illustrator
Ein von Herrndorf für die Titanic gemaltes Bild des damaligen Bundeskanzlers Helmut Kohl im Stil von Vermeer erlangte 1996 Bekanntheit und wurde als Plakat verkauft. 1997 erschien im Haffmans Verlag der Wandkalender Klassiker Kohl 1998 mit zwölf Porträts Kohls im Stil berühmter Maler wie Cranach, Magritte und Baselitz. Kohl wurde der Kalender auf der Frankfurter Buchmesse gezeigt. In Kooperation mit dem Schriftsteller Jürgen Roth veröffentlichte Herrndorf 1998 das Buch Heribert Fassbender – Gesammelte Werke. Band IX/5: Europameisterschaft 1996, Italien–Deutschland, für das Herrndorf die Illustrationen anfertigte.
Das Literaturhaus Berlin, das Literaturhaus München sowie das Kunsthaus Stade stellten nach 2015 seine Bilder aus.

## Posthume Veröffentlichungen und Rezeption
2014 veröffentlichte Rowohlt die Fortsetzung von Tschick aus der Sicht von Isa als unvollendeten Roman unter dem Titel Bilder deiner großen Liebe. Im Nachwort schreiben Kathrin Passig und Marcus Gärtner, Herrndorf habe der Veröffentlichung zugestimmt und den Titel festgelegt. Jan Gehlers führte das Buch 2015 am Staatsschauspiel Dresden als Theaterstück auf. Der Bayerische Rundfunk produzierte 2019 ein Hörspiel aus Herrndorfs letztem Text Bilder deiner großen Liebe, der Vorgeschichte zum Roman Tschick.

## Bücher
- Heribert Fassbender – Gesammelte Werke. Band IX/5: Europameisterschaft 1996, Italien–Deutschland. (Hrsg. Wolfgang Herrndorf und Jürgen Roth). Klartext, Essen 1998. ISBN 978-3-88474-658-5
- In Plüschgewittern. Roman. Haffmans bei Zweitausendeins, Frankfurt am Main 2002, ISBN 3-86150-504-5; Rowohlt Taschenbuch, Reinbek 2012, ISBN 978-3-499-25883-1.
- Diesseits des Van-Allen-Gürtels. Eichborn, Frankfurt am Main 2007, ISBN 978-3-8218-5794-7; Rowohlt Taschenbuch, Reinbek 2009, ISBN 978-3-499-24777-4.
- Die Rosenbaum-Doktrin. Wolfgang Herrndorf im Gespräch mit Friedrich Jaschke. SuKuLTuR, Berlin 2007, ISBN 978-3-937737-72-0 (= Schöner Lesen, Heft 64)
- Tschick. Roman. Rowohlt Berlin, Berlin 2010, ISBN 978-3-87134-710-8; Rowohlt Taschenbuch, Reinbek 2012, ISBN 978-3-499-25635-6, erweiterte Neuausgabe Rowohlt Berlin, Berlin 2020, ISBN 978-3-7371-0100-4.
- Sand. Roman. Rowohlt Berlin, Berlin 2011, ISBN 978-3-87134-734-4; Rowohlt Taschenbuch, Reinbek 2013, ISBN 978-3-499-25864-0.
- Arbeit und Struktur. Rowohlt Berlin, Berlin 2013, ISBN 978-3-87134-781-8; Rowohlt Taschenbuch, Reinbek 2015, ISBN 978-3-499-26851-9.
- Bilder deiner großen Liebe: Ein unvollendeter Roman. Rowohlt Berlin, Berlin 2014, ISBN 978-3-87134-791-7; Rowohlt Taschenbuch, Reinbek 2015, ISBN 978-3-499-26909-7.
- Stimmen. Texte, die bleiben sollten. Rowohlt Berlin, Berlin 2018, ISBN 978-3-7371-0057-1.

## Ausstellungen
- 2017: Das unbekannte Kapitel. Wolfgang Herrndorfs Bilder. Kunsthaus Stade, 24. Juni bis 3. Oktober 2017
- 2016: „Zitate“ – Bilder von Wolfgang Herrndorf. Literaturhaus München, 6. Juli bis 25. September 2016[37]
- 2015: Wolfgang Herrndorf: Bilder. Literaturhaus Berlin, 13. Juni bis 6. September 2015[38]

## Auszeichnungen
- 2004: Kelag-Publikumspreis beim Ingeborg-Bachmann-Wettbewerb für Diesseits des Van-Allen-Gürtels[39]
- 2008: Deutscher Erzählerpreis für Diesseits des Van-Allen-Gürtels
- 2008: 1. Internationaler Eifel-Literatur-Förderpreis
- 2011: Nominierung für den Preis der Leipziger Buchmesse, Kategorie Belletristik mit Tschick
- 2011: Clemens-Brentano-Preis für Tschick
- 2011: Deutscher Jugendliteraturpreis für Tschick
- 2012: Hans-Fallada-Preis für Tschick
- 2012: Preis der Leipziger Buchmesse für Sand (Kategorie: Belletristik)
- 2012: Literaturpreis des Kulturkreises der deutschen Wirtschaft
- 2013: Sonderpreis der Goldenen Blogger